# Pixmania
Pixmania era un'azienda commerciale francese con sede a Parigi creata nel 2000 dai fratelli Rosenblum specializzata nella vendita di prodotti di tecnologia (informatica, fotografia, elettrodomestici) e di cultura generale (DVD, musica…) venduti attraverso un sito internet e alcuni negozi sparsi sul territorio europeo. Con il suo forte posizionamento nel campo dei prodotti digitali, Pixmania era presente in tutta Europa.

## Storia
Il gruppo, in principio chiamato Fotovista, era originariamente specializzato nel campo scolastico e post-natale. I giovani fratelli Rosenblum hanno poi rilevato l'azienda di famiglia nel dicembre 2001.
Dopo aver inizialmente previsto di offrire un servizio di sviluppo di foto a distanza, hanno poi sviluppato questa idea orientandosi direttamente verso la distribuzione dei prodotti di fotografia digitale, qualcosa di nuovo all'epoca. Dopo aver acquisito l'azienda Japan diffusion hanno portato la Pixmania dall'essere un'azienda di nicchia ad una di massa.
L'azienda con il tempo ha iniziato a diversificarsi nel campo della tecnologia nel senso più ampio del termine: dai computer ai piccoli elettrodomestici di consumo, dai DVD alla fotografia.
Importante fu il carattere europeo di Pixmania: il sito PIXmania.com era tradotto in più di 20 lingue e presente in 26 paesi. Inoltre 2/3 del fatturato era generato fuori dalla Francia. PIXmania.com contava 35 milioni di visitatori unici al mese e più di 9 milioni di clienti. Con più di 1.400.000 di articoli in vendita sul sito e 1.400 dipendenti.
Facevano parte del gruppo PIXmania anche PIXmania-Pro.com Archiviato il 1º novembre 2011 in Internet Archive., il sito B2B dedicato ai professionisti e myPIX.com Archiviato il 6 novembre 2011 in Internet Archive.. Nato nel 2002, myPIX.com era un portale dedicato alla stampa e all'archiviazione delle foto digitali che oggi conta 2,5 milioni di membri e 210 dipendenti. Il sito offriva un'ampia gamma di album e cornici per foto per un totale di 260 prodotti disponibili online.
Nel 2007 il gruppo Pixmania lancia Pixplace un marketplace che permette a venditori terzi di aprire un negozio sul sito consumer del gruppo (www.pixmania.com).
Grazie al marketplace il sito ha ampliato in maniera considerevole l'offerta passando da 45.000 referenze alle circa 1.400.000 attuali aprendo nuove categorie merceologiche (Grandi elettrodomestici, Sport, Orologi, Gioielli, Moda ecc.).
Pixmania faceva parte dal 2006 del gruppo britannico Dixons retail, lo stesso a cui appartengono diversi marchi tra cui UniEuro. Nel settembre 2013, però, Dixons Retail ha pagato 69 milioni di euro per cedere Pixmania in perdita alla società tedesca Mutares AG. Pixmania aveva perso £ 31 milioni nell'anno finanziario che si chiudeva il 30 aprile 2013 e aveva agito come un freno ai risultati finanziari del gruppo, nonostante una mossa di Dixons Retail per riorganizzare il business.
Nel 2016 Pixmania è sottoposta a liquidazione giudiziaria e l'utilizzo del marchio è passato a una nuova società.